# Verzorgingsplaats De Watering
Verzorgingsplaats De Watering is een Nederlandse verzorgingsplaats, gelegen aan de A8 Uitgeest-Amsterdam tussen knooppunt Zaandam en afrit 1 nabij Zaandam in de gemeente Oostzaan.
De verzorgingsplaats dankt haar naam aan het riviertje De Watering dat loopt van knooppunt Zaandam tot aan het havengebied van Zaandam waar het uitmondt in het Noordzeekanaal.
Bij de verzorgingsplaats ligt een tankstation van Esso.
Aan de andere kant van de weg ligt verzorgingsplaats Zaandam.
Richting Uitgeest:
Zaandam
Richting Amsterdam:
De Watering